# HTC Magic
De HTC Magic, ook bekend onder de codenaam HTC Sapphire, is een smartphone die ontwikkeld is door HTC. Het is de tweede smartphone van HTC die gebruikmaakt van het besturingssysteem Android van Google. Het toestel werd op 17 februari 2009 onthuld door Vodafone op de Mobile World Congress in Barcelona en is sinds 27 april 2009 te koop in Spanje. Sinds mei is het toestel in meerdere Europese landen verkrijgbaar zoals in Verenigd Koninkrijk, Duitsland, Frankrijk, Nederland, België en Italië. Het toestel wordt in Europa verkocht in combinatie met gsm-abonnementen van Vodafone. In de Verenigde Staten zal het toestel worden uitgegeven door T-Mobile.

## Software
De HTC Magic draait op Android en levert daarbij onder andere een op WebKit-gebaseerde webbrowser en verschillende diensten van Google, zoals Google Search, Google Maps, Google Talk en YouTube.